# 4110 Keats
4110 Keats eller 1977 CZ är en asteroid i huvudbältet som upptäcktes den 13 februari 1977 av den amerikanske astronomen Edward L.G. Bowell vid Palomar-observatoriet. Den är uppkallad efter skalden John Keats.
Asteroiden har en diameter på ungefär 23 kilometer.